# ʿAlīreżā Firūzjāh
ʿAlīreżā Firūzjāh, scritto anche Alireza Firouzja in traslitterazione anglosassone, (in persiano علیرضا فیروزجاه‎, pronuncia:[æliːɾezɑː fiːɾuːzˈdʒɑːh]; Babol, 18 giugno 2003) è uno scacchista iraniano con cittadinanza francese, grande maestro.
Bambino prodigio, ha vinto il Campionato di scacchi del suo Paese all'età di 12 anni e ottenuto il titolo di grande maestro a 14. Nella lista FIDE di agosto 2019 ha superato i 2 700 punti Elo, la soglia che informalmente definisce i "SuperGM".
Nel novembre del 2021 è diventato il più giovane giocatore di sempre ad aver superato quota 2 800 punti Elo FIDE, risultato ottenuto all'età di 18 anni 5 mesi e 13 giorni. Il precedente record apparteneva a Magnus Carlsen (che lo aveva ottenuto a 18 anni, 11 mesi e 2 giorni). È il quattordicesimo giocatore ad aver superato la soglia dei 2 800.
Dall'ottobre 2021 è tra i primi dieci della classifica mondiale FIDE e al primo posto tra i giocatori della federazione francese. Dal gennaio del 2020 è al primo posto nella classifica mondiale under 20.
È stato due volte campione iraniano.
Il 27 dicembre 2019, durante il Campionato del mondo blitz di Mosca, la federazione iraniana ha ritirato la propria squadra per protesta contro la partecipazione dei giocatori di Israele, ma egli ha deciso di continuare a giocare, venendo espulso dalla federazione iraniana. Dopo il torneo si è trasferito con il padre a Parigi, ha giocato dal 1º gennaio 2020 al luglio 2021 sotto la bandiera della FIDE, ottenendo successivamente la cittadinanza francese e il trasferimento alla relativa federazione.

## Carriera
Nel 2016 ha vinto il Campionato iraniano di scacchi con il punteggio di 8/11 (+5–0=6), con un punto di vantaggio sui suoi più immediati inseguitori, ed è lo scacchista più giovane (12 anni) ad essersi aggiudicato questo torneo. Nello stesso anno ha conquistato la medaglia d'oro individuale nel Campionato asiatico a squadre di Abu Dhabi con la nazionale iraniana e ha preso parte all'edizione di Baku 2016 delle Olimpiadi degli scacchi giocando in quarta scacchiera. Dal settembre del 2016 è maestro internazionale (MI), titolo guadagnato grazie alle norme ottenute nel Qatar Masters di Doha (dicembre 2015), nel Campionato iraniano individuale di Teheran (gennaio 2016) e nel Campionato asiatico a squadre di Abu Dhabi (aprile 2016).
Nel febbraio 2018 ha partecipato all'Open Aeroflot di Mosca, terminando al 40º posto su 92 concorrenti con 4½/9 (+2–2=5). Questo risultato gli è valso l'ultima norma di grande maestro (GM), titolo che la FIDE gli ha riconosciuto nell'aprile 2018. A febbraio 2019 è il secondo scacchista iraniano e il n. 197 al mondo.
Nel Mondiale rapid del 2018 a San Pietroburgo è arrivato sesto, preceduto solo da Daniil Dubov, Şəhriyar Məmmədyarov, Hikaru Nakamura, Vladislav Artem'ev e dal campione del mondo Magnus Carlsen. Partito come testa di serie n. 169 su 206 partecipanti, ha realizzato un punteggio di 10/15 (+8–3=4) e una performance Elo di 2 848 punti, la seconda del torneo (ha fatto di meglio solo il vincitore Daniil Dubov). Nel Mondiale lampo si è classificato 42º su 150, con 12/21 (+10–7=4), ed è stato anche in testa con un punto di vantaggio dopo 7 turni (6½/7), ma si è disunito dopo aver perso all'8º turno contro Carlsen (poi vincitore del torneo).
Tra gennaio e febbraio 2019 ha vinto con il punteggio di 9 su 11 il suo secondo Campionato iraniano. Nello stesso febbraio ha vinto a Tehran la sezione Masters della 27ª edizione dell'Open Fajr Cup International Chess Festival con il punteggio di 7,5 su 9 (+7 =1 -1). Lo stesso mese inoltre fa parte a Bandar-e-Anzali della rappresentativa iraniana che ha affrontato nella Stars Cup una selezione del Resto del Mondo: giocando in seconda scacchiera ha ottenuto 5,5 punti su 8 (+3 =5 -0), contribuendo con il miglior risultato individuale alla vittoria della Nazionale del suo paese.
In aprile partecipa al Reykjavík Open nell'omonima città islandese: con 7 punti su 9 giunge 2º per spareggio tecnico Buchholz dietro al rumeno Constantin Lupulescu. Durante il giorno di riposo dello stesso, vince il Campionato europeo di Scacchi960, giocato con la cadenza 10'+3'', con il punteggio di 8 su 9. In giugno partecipa come N.3 del tabellone al Campionato asiatico individuale nel quale giunge 6º con 6 punti su 9 (+5 =2 -2).
È di dicembre la sua partecipazione ai Mondiali rapid e blitz di Mosca, nei quali giunge 2º alle spalle di Magnus Carlsen e 6º rispettivamente.
In febbraio 2020 ha vinto (con la bandiera della FIDE) il Festival Internazionale di Praga (12-21 febbraio) dopo spareggio con Vidit Gujrathi (2–0).
Il 15 aprile 2020 ha vinto il torneo blitz (3'+0") online ad eliminazione diretta "Banter Blitz Cup", giocato sul sito chess24.com; si giocava al meglio delle 16 partite e nella finale Firouzja ha sconfitto Magnus Carlsen 8,5–7,5.
In ottobre 2020 partecipa all'ottava edizione del torneo Norway Chess, che lo vede chiudere al 2º posto, dietro a Magnus Carlsen e davanti a Lewon Aronyan.

### Secondo nel ranking mondiale, le qualificazioni ai tornei dei Candidati
Nel 2021 in gennaio è 3º-5º con Andrej Esipenko e Fabiano Caruana (4º per il Buchholz) al Tata Steel, storico supertorneo olandese, vinto da Jorden van Foreest negli spareggi rapid contro Anish Giri. In giugno è 3º a pari merito con Lewon Aronyan nel torneo Paris Rapid & Blitz, seconda tappa del "Grand Chess Tour 2021".
La seconda parte dell'anno è decisamente scoppiettante per il franco-iraniano che a settembre giunge 2º al Norway Chess, alle spalle del campione del mondo Magnus Carlsen e davanti a Richárd Rapport, mentre a novembre vince a Riga il FIDE Grand Swiss, qualificandosi per la prima volta in carriera al Torneo dei candidati. All'Europeo a squadre di Brežice arriva al secondo posto con la nazionale francese, giocando in prima scacchiera. A livello individuale è il miglior giocatore del torneo con una performance di 3015 punti Elo e 8 punti su 9. In questa occasione supera i 2800 punti nel live rating, più giovane giocatore della storia a riuscirci, inoltre nell'aggiornamento di dicembre raggiunge il secondo posto nella classifica mondiale FIDE. In dicembre al Campionato del mondo lampo con il punteggio di 15 punti su 21 ottiene il primo posto a pari merito con il vincitore polacco della Coppa del Mondo Jan-Krzysztof Duda e il connazionale francese Maxime Vachier-Lagrave. Tuttavia per spareggio tecnico sfavorevole ottiene solo la medaglia di bronzo.
Nell'agosto 2022 vince con 26/36 e quattro turni di anticipo il St. Louis Rapid & Blitz, tappa a cadenze veloci del Grand Chess Tour, precedendo Hikaru Nakamura. Il risultato gli vale 13 punti Tour e il 2º posto provvisorio nella competizione.
Nel settembre 2022 vince a St. Louis
la 10ª edizione della Sinquefield Cup, battendo Jan Nepomnjaščij 1,5-0,5 negli spareggi blitz. Questa vittoria gli consente anche di vincere il Grand Chess Tour.
Nel dicembre 2023 vincendo il torneo di Rouen con 7 punti su 7, riesce ad ottenere i punti necessari per qualificarsi per la seconda volta al Torneo dei candidati tramite ranking Elo.
Nell'agosto 2024 vince il St. Louis Rapid & Blitz, tappa a cadenze veloci del Grand Chess Tour, precedendo Wesley So.  A fine agosto vince anche la Sinquefield Cup con 6 punti su 9 e di conseguenza la 9^ edizione del Grand Chess Tour.
Nel giugno 2025 vince il Campionato Mondiale blitz per Club con il WR Chess Team. 

## Statistiche
Ha raggiunto il massimo punteggio Elo in dicembre 2021 con 2804 punti, 2º al mondo.